# Juliette Dubufe-Wehrlé
 (décembre 2016).
Si vous disposez d'ouvrages ou d'articles de référence ou si vous connaissez des sites web de qualité traitant du thème abordé ici, merci de compléter l'article en donnant les références utiles à sa vérifiabilité et en les liant à la section « Notes et références ».
Pour les articles homonymes, voir Dubufe.
Juliette Dubufe, épouse Wehrlé, est une artiste peintre et sculptrice française née le 4 mars 1879 dans le 17e arrondissement de Paris et morte le 29 août 1918 à Épalinges en Suisse.

## Biographie
Anna Juliette Lucie Dubufe est la fille aînée du peintre Guillaume Dubufe (1853-1909) et de son épouse Cécile Woog. Elle est suivie de Mireille en 1882, Édouard en 1883, Marguerite en 1887 et Vincent en 1889.
Son premier maître est son père qui mourra en mer au large de Buenos Aires en 1909. La famille de Guillaume Dubufe habite alors un hôtel particulier au no 43 avenue de Villiers, qui deviendra le musée national Jean-Jacques Henner.
En 1906, elle expose au Salon de la Société nationale des beaux-arts en même temps que son père, lui, une aquarelle (L'Amour et Psyché), elle, trois œuvres miniatures et pastels. Elle demeure chez son époux, rue Puvis-de-Chavannes à Paris.
Elle participe en 1909 à la décoration de l'église Saint-Charles-de-Monceau, sa paroisse, en réalisant des panneaux d'huiles sur toiles marouflées : La Fuite en Égypte et Le Repos divin.
Elle est inhumée à Paris dans le caveau familial du cimetière du Père-Lachaise (division 10).

## Œuvres

### Œuvres dans les collections publiques
- Paris, église Saint-Charles-de-Monceau :
  - Le Repos Divin, 1909, huile sur toile ;
  - La Fuite en Égypte, 1909, huile sur toile.

### Œuvres exposées au Salon
- 1906 : Portrait de Mlle H. D., miniature, pastel.
- 1906 : Portrait, miniature, pastel.
- 1906 : Le Miroir, miniature, pastel.
- 1907 : Nursery, huile sur toile.
- 1907 : Portrait de Mme A. S., huile sur toile.
- 1908 : Étude de nu, huile sur toile.
- 1909 : Le Repos Divin, huile sur toile.
- 1910 : Portrait en pied de Mlle S. W., huile sur toile.
- 1911 : Portrait de M. R. F., huile sur toile.